# Hindustan Paper Corporation Ltd. Township Area Panchgram
Hindustan Paper Corporation Ltd. Township Area Panchgram è una suddivisione dell'India, classificata come census town, di 5.578 abitanti, situata nel distretto di Hailakandi, nello stato federato dell'Assam. In base al numero di abitanti la città rientra nella classe V (da 5.000 a 9.999 persone).

## Società

### Evoluzione demografica
Al censimento del 2001 la popolazione di Hindustan Paper Corporation Ltd. Township Area Panchgram assommava a 5.578 persone, delle quali 3.008 maschi e 2.570 femmine. I bambini di età inferiore o uguale ai sei anni assommavano a 767, dei quali 408 maschi e 359 femmine. Infine, coloro che erano in grado di saper almeno leggere e scrivere erano 4.097, dei quali 2.369 maschi e 1.728 femmine.